# Scraper (musique)
Pour l'engin de travaux publics, voir Décapeuse.

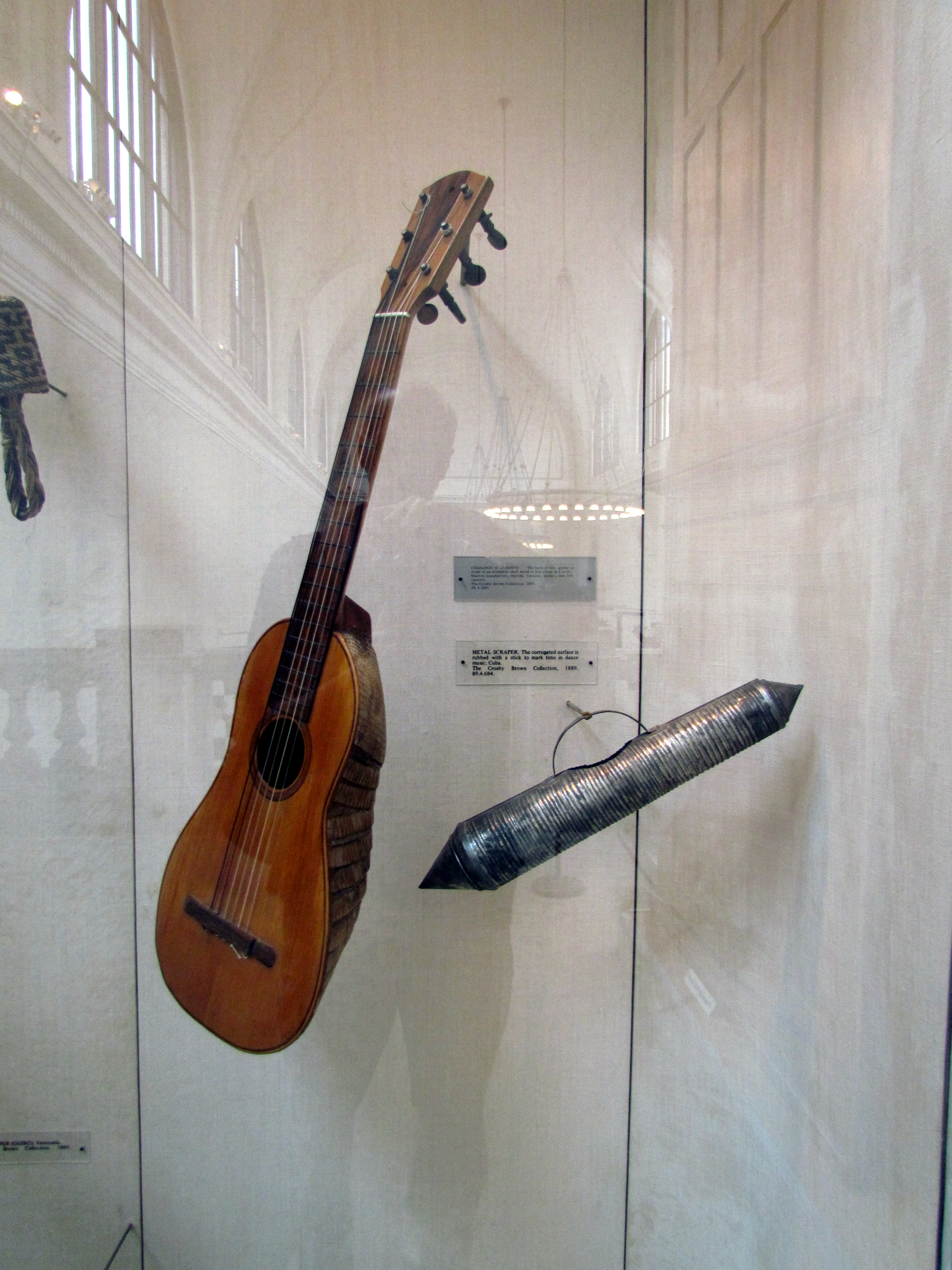
Un Scraper (à droite) au Met Museum of Art, New York

Le scraper est un instrument de musique classé dans les percussions. Il sert surtout pour le reggae.